# نورمن بلینگام
نورمن بلینگام (انگلیسی: Norman Bellingham؛ زادهٔ ۲۳ دسامبر ۱۹۶۴) قایقران کانو اهل ایالات متحده آمریکا بود.
وی در مسابقات کشوری و بین‌المللی در مجموع برندهٔ ۱ مدال طلا شده‌است.